# Pantà de Vinçà

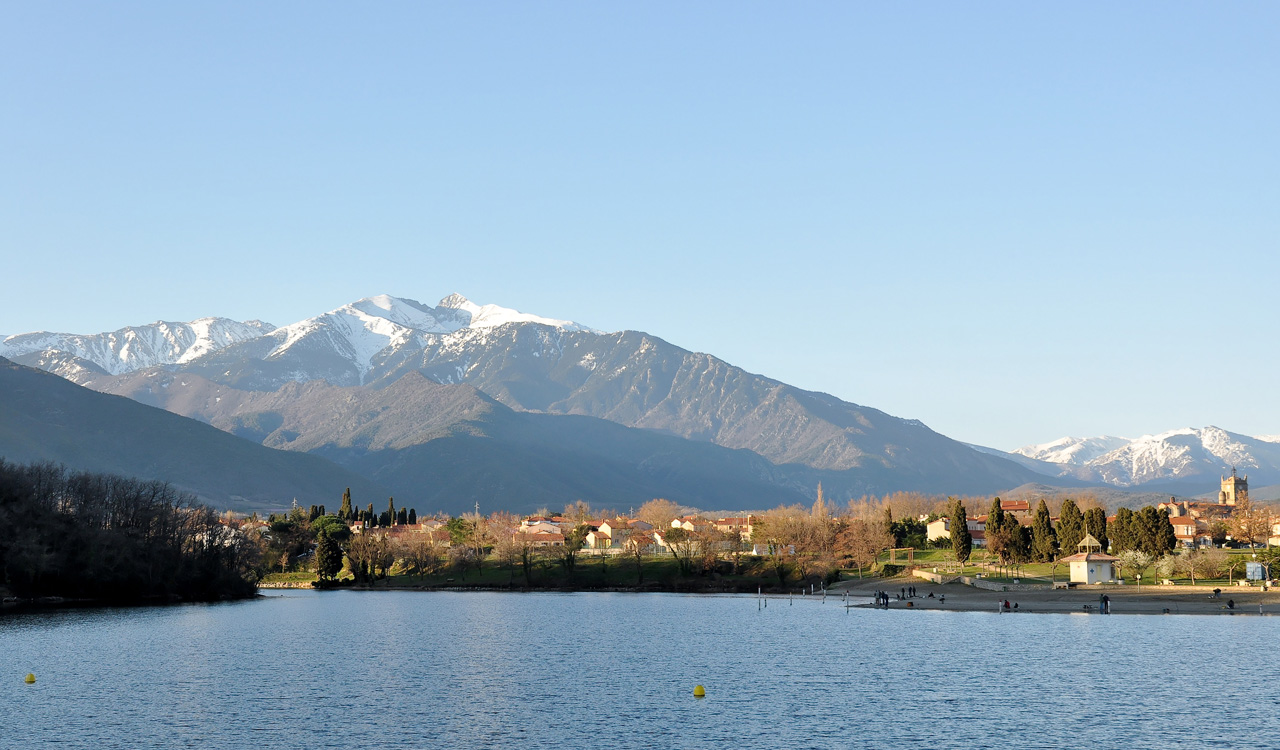
El pantà, amb els Pirineus al fons

El Pantà de Vinçà és una presa de la Tet, situada just al nord del nucli urbà de Vinçà. Comparteix territori de les comunes d'Eus, Marqueixanes, Rodès i Vinçà, totes de la comarca del Conflent, a la Catalunya del Nord.
Entre la vila de Vinçà i el pantà rau la carretera desdoblada RN116 entre Perpinyà i Prada, i la línia de ferrocarril entre Perpinyà i Vilafranca de Conflent. Ambdues tenen una vista panoràmica del pantà.
Fruit d'un projecte reiterat que es remunta a la fi del segle xix, es construí els anys 1975-1977 i entrà en funcionament el 1978, aprofitant el cabal de la Tet i el relleu favorable. La presa, de gravetat (feta amb aquest sistema per garantir-ne l'estabilitat al llarg d'una falla on hi ha perill de moviments sísmics), se situa entre el massís granític de la Cugulera i Roca Sabardana a l'esquerra del riu i el turó granític de Sant Pere a la dreta, separat del massís per una epigènia de la Tet.
És llarg i estret (la cua arriba prop de Marquixanes), relativament reduït en superfície, però amb una capacitat de 23 Hm³, destinats a la irrigació de la plana rossellonesa. No és permanent: s'obre des de la tardor fins al març (època dels aiguats, per evitar que s'ompli de sorra) i queda ple al començament de l'estiu; per això no pot fabricar electricitat.
A la dreta, prop de la presa principal, se n'ha fet una de petita, prop del desguàs del torrent de les Escomes, on s'ha creat el Llac de les Escomes. És un petit llac artificial d'un milió de m³ per a la pràctica d'esports nàutics. El pantà ha impulsat les activitats turístiques i esportives i la funció de centre comercial del municipi. Encara, més a llevant hi encara el Llac de Conillac, de característiques semblants, tot i que una mica més petit.